# Pazos de Borbén
Pour les articles homonymes, voir Pazos.
Pazos de Borbén est une commune de la province de Pontevedra en Espagne située dans la communauté autonome de Galice.